# Canthochilum mimicum
Canthochilum mimicum là một loài bọ cánh cứng trong họ Bọ hung (Scarabaeidae).